# ワナゴナ
ワナゴナとはTBSとBS-iで2006年10月から2007年4月まで放送された、深夜放送枠番組。中川翔子・鉄平のテレビ番組。

## 概要
TBSで日曜（月曜未明）25時20分から、BS-iでは土曜23時30分からそれぞれ放映された。この番組はTBSでは2007年4月1日に、BS-iでは同年4月7日に次番組を控え最終回を迎えた。
それぞれの放送時間は、TBS・25時20分（日曜日・月曜未明）、BS-i・23時30分（土曜日）。
ワナゴナとはWhere do you wanna go to play?（どこ遊びに行く?）の意。
放送ではワナゴナバスに乗り、鉄平と中川の今回のテーマを話している途中にゲスト（クリエイター）がやって来て、再びトークが始まる。
この番組の主旨は、情報発信である。

## 出演者

### メインMC
- 鉄平
- 中川翔子

### ゲスト（クリエイター）
- ウスイヒロシ
- 加藤ローサ
- 藤田志穂
- 吉井怜
- 佐藤大
- 安野侑志
- 小宮山雄飛
- 安居智博
- クリス・ペプラー
- ピュ～ぴる
- 唐澤俊一
- 半田健人
- レイパー佐藤
- 橋沢進一
- 渡辺克己
- 岡田ひとみ
- 石田卓也
- ZEEBRA
- 影山ヒロノブ
- 遠藤正明
- 杉浦哲郎
- 岡田鉄平
- 茂木淳一
- 鶴田法男
- ピエール瀧
- 小野亮
- アフィ
- スピードワゴン
- 遠藤憲照岳
- カヒミカリィ
- melody.
- 立川文志
- 田添貴久子
- 鶴田法男
- Shinnosuke（SOUL'd OUT）
- 木村智哉
- 炭火ホルモン焼　こぐりの店員
- 小阪由佳
- 小島あ湖
- 峰原俊典
- 井上岳久
- 柚木俊一郎
- 根布谷朋範
- SHINOBI-TRY
- ミスくノ一
- CLAMP
- 弓岡勝美
- 国広富之
- 夏帆
- 小出早織
- 池田武央
- 坂本啓一
- ドン小西
- マリエ
- 布川芽ぐむ
- 本山さくら
- 近野俊昭
- 柴田泰
- エスモード・ジャポン東京校の講師2人
- 渡辺祐

### スポンサー
- CYBERBRED